# Günther Behrle
Günther Behrle (né en 1945 à Ratisbonne) est un compositeur allemand.

## Biographie
Günther Behrle devient compositeur dans les années 1970 alors qu'il est enseignant. Il écrit de nombreuses chansons pour des chanteurs comme Peter Alexander, Bata Illic, Chris Roberts ou Mireille Mathieu. Dans les années 1980, il se consacre à la volkstümliche Musik. Patrona Bavariae se vend à un million d'exemplaires ; la chanson interprétée par Original Naabtal Duo remporte le Grand Prix der Volksmusik en 1988 et marque le retour de cette musique dans les émissions de variété.
En 1987, il participe à l'ensemble vocal Wir für Euch qui sort l'album Insel der Liebe.
En 1993, il remporte le concours Lieder so schön wie der Norden avec Auch Matrosen haben Heimweh, interprétée par Margot Eskens, qui est un grand succès.
Au Grand Prix der Volksmusik 1996, il présente Mutter Gottes von Altötting qu'il interprète et finit 14e. En 2000, il revient avec Oh Maria, Heil der Kranken et ne se qualifie pas en finale.